# Teretrius walkeri
Teretrius walkeri är en skalbaggsart som beskrevs av Lewis 1892. Teretrius walkeri ingår i släktet Teretrius och familjen stumpbaggar. Inga underarter finns listade i Catalogue of Life.